# Microcharon eurydices
Microcharon eurydices is een pissebed uit de familie Lepidocharontidae. De wetenschappelijke naam van de soort is voor het eerst geldig gepubliceerd in 1965 door Cvetkov.